# Liste der Biografien/Langr
Liste der Biografien |
Portal Biografien |
Personensuche
# |
A |
B |
C |
D |
E |
F |
G |
H |
I |
J |
K |
L |
M |
N |
O |
P |
Q |
R |
S |
T |
U |
V |
W |
X |
Y |
Z |
?
 
La |
Lb |
Lc |
Le |
Lg |
Lh |
Li |
Lj |
Ll |
Lm |
Lo |
Lp |
Lt |
Lu |
Lv |
Lw |
Lx |
Ly |
Lz
 
Laa |
Lab |
Lac |
Lad |
Lae–Lah |
Lai |
Laj |
Lak |
Lal |
Lam |
Lan |
Lao |
Lap |
Laq |
Lar |
Las |
Lat |
Lau |
Lav |
Law |
Lax |
Lay |
Laz
 
Lana |
Lanc |
Land |
Lane |
Lanf |
Lang |
Lanh |
Lani |
Lanj |
Lank |
Lanl |
Lanm |
Lann |
Lano |
Lanp |
Lanq |
Lanr |
Lans |
Lant |
Lanu |
Lanv |
Lanw |
Lanx |
Lany |
Lanz
 
Langa |
Langb |
Langd |
Lange |
Langf |
Langg |
Langh |
Langi |
Langj |
Langk |
Langl |
Langm |
Langn |
Lango |
Langr |
Langs |
Langt |
Langu |
Langv |
Langw 
Die Liste der Biografien führt alle Personen auf, die in der deutschsprachigen Wikipedia einen Artikel haben. Dieses ist eine Teilliste mit 29 Einträgen von Personen, deren Namen mit den Buchstaben „Langr“ beginnt.

## Langr

### Langra
- Langrand, Olivier (* 1958), französischer Ornithologe und Naturschützer
- Langrand-Dumonceau, André (1826–1900), belgischer Bankier

### Langre
- Langrée, Louis (* 1961), französischer Dirigent und Intendant
- Langrehr, Rebecca (* 1998), deutsche Moderne Fünfkämpferin
- Langreiter, Hans (* 1961), österreichischer Jurist und Politiker (ÖVP), Abgeordneter zum Nationalrat
- Langren, Michael Florent van (1598–1675), niederländischer Mathematiker und Astronom
- Langreuter, Aylin (* 1976), Konzeptkünstlerin
- Langreuter, Georg (1855–1902), deutscher Psychiater
- Langreuter, Hermann (1856–1911), deutscher Kapitän
- Langreuter, Jutta (1944–2025), deutsche Autorin

### Langri
- Langri Thangpa Dorje Sengge (1054–1123), tibetischer Lehrer der Kadam-Tradition des tibetischen Buddhismus
- Langridge, Chris (* 1985), englischer Badmintonspieler
- Langridge, Fenella (* 1992), englische Triathletin
- Langridge, Matt (* 1983), britischer Ruderer
- Langridge, Philip (1939–2010), britischer Opern- und Oratoriensänger (lyrischer Tenor)
- Langrieger, Kilian (* 1999), deutscher Pianist
- Langrish, Michael (* 1946), britischer anglikanischer Bischof
- Langrish, Vivian (1894–1980), englischer Pianist und Musikpädagoge
- Langrishe, Caroline (* 1958), britische Schauspielerin
- Langrishe, Jack (1839–1895), US-amerikanischer Schauspieler des Wilden Westens
- Langrishe, Mary Isabella (1864–1939), irische Tennisspielerin, erste irische Meisterin im Jahr 1879

### Langro
- Langrock, Hannes (* 1983), deutscher Schachspieler
- Langrock, Klaus (* 1934), deutscher Handballspieler
- Langrock, Roland (* 1983), deutscher Statistiker und Hochschullehrer
- Langrock, Sebastian (* 1977), deutscher Pokerspieler
- Langrock, Ursula (1926–2000), deutsche Schauspielerin und Hörspielsprecherin
- Langrock, Willi (1889–1962), deutscher Politiker (KPD/SED) und Funktionär der Komintern
- Langrová, Petra (* 1970), tschechische Tennisspielerin

### Langrz
- Langrzik, Nicola-Rabea (* 1997), deutsche Schauspielerin